# Philippe de Weck
Philippe de Weck (* 2. Januar 1919 in Freiburg im Üechtland; † 11. Dezember 2009 ebenda) war ein Schweizer Bankier und Bankmanager.

## Leben
De Weck entstammte einer Familie des Freiburger Patriziats. Er war ein Sohn von Pierre de Weck (1888–1973), Staatsanwalt, und Lucie de Weck, geborene Glasson (1895–1974). Sein Grossvater war Ernest de Weck und sein Urgrossvater Louis de Weck-Reynold. 
Er studierte Rechtswissenschaften an der Universität Freiburg und schloss mit dem Lizenziat ab. Er erlangte das Anwaltspatent und war drei Jahre als Rechtsanwalt in der Praxis von Jean Bourgknecht tätig. Anschliessend stieg er in die familieneigene Bank Weck, Aeby & Cie. ein. Als diese Bank 1953 von der Schweizerischen Bankgesellschaft übernommen wurde, übernahm de Weck als Leiter die Zweigstelle Freiburg. Ab 1956 leitete er die Zweigstelle Genf. Später wurde er ins Hauptquartier nach Zürich versetzt, wo er 1964 zum Vizedirektor ernannt wurde. Er führte in der Folge mehrere Geschäftseinheiten und war für die Zweigstellen und das Kreditgeschäft in der Romandie und im Tessin zuständig. Von 1976 bis 1980 präsidierte er den Verwaltungsrat der SBG, dem er noch bis 1988 angehörte. Von 1989 bis 1997 gehörte er einem vom Vatikan berufenen Expertenrat an, der die Vatikanbank Istituto per le Opere di Religione nach dem Zusammenbruch des Banco Ambrosiano sanieren musste. De Weck nahm zahlreiche Verwaltungsratsmandate ausserhalb der Finanzbranche wahr u. a. bei Nestlé, BBC, Sulzer, Asuag und SGS.
De Weck war Präsident des Internationale Vereinigung christlicher Unternehmer. In den 1970er Jahren nahm de Weck an mehreren Sitzungen des "Cercle" teil, eines konservativ orientierten "informal transnational governance networks."
De Weck war verheiratet und hatte sieben Kinder, darunter der Bankmanager Pierre de Weck und der Publizist Roger de Weck.

## Publikationen
- Zukunftsperspektiven der schweizerischen Wirtschaft. Referat, gehalten an der ordentlichen Generalversammlung der Schweizerischen Bankgesellschaft vom 31. März 1977. Schweizerische Bankgesellschaft, Zürich 1977, DNB 770576230.
- Aktuelle geschäftspolitische Probleme einer schweizerischen Großbank. Referat, gehalten an der ordentlichen Generalversammlung der Schweizerischen Bankgesellschaft vom 10. April 1980. Würdigung von Präsident Philippe de Weck von Kurt Hess (= Schweizerische Bankgesellschaft. Band 71). Schweizerische Bankgesellschaft, Zürich 1980, DNB 209985135.